# Reggimenti della Provincia dell'Alto Reno
La Provincia dell'Alto Reno consisteva principalmente dei principati di Assia-Darmstadt, Assia-Kassel ed una serie di principati spirituali (Basilea, Fulda, Speyer, Worms, Strasburgo), ma anche di numerose libere città imperiali (ad esempio Francoforte). Le truppe di questo distretto vennero impiegate nel XVIII secolo contro la Prussia e nella Guerra di successione polacca. 
Legenda
"(1555)" ecc. secondo la numerazione di Tessin | - luogo di stanza| * origine | † dissoluzione | > trasformazione in | = doppia funzione come reggimento imperiale e reggimento permanente dell'esercito dello stato offerente. Per gli eserciti permanenti sono indicati anche i nomi dei comandanti e il loro periodo di inizio servizio che si intende terminato all'arrivo del comandante successivo.

## Reggimenti permanenti

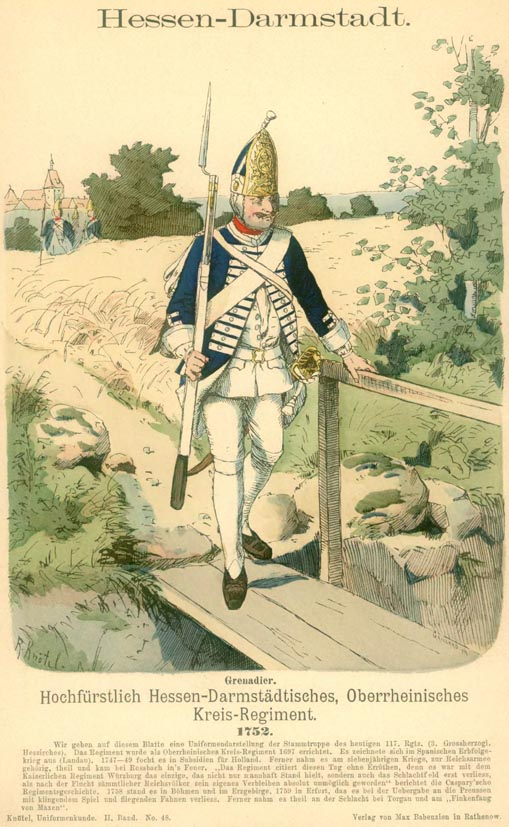
Soldato di un reggimento della provincia dell'Alto Reno. 1752

- Oberrheinisches Kreis-Infanterieregiment No. 1 (1685/2) - Nassau *1685 - 1689 Goert - 1696 Goert - 1696 Buttler - 1705 Sachsen ("Saxons") - 1712 Schönborn - 1722 Isenburg - 1745 (57?) Zweibrücken - 1767 Isenburg - 1772 Zweibrücken - 1794?†
- Oberrheinisches Kreis-Infanterieregiment No. 2 (1697) - Assia-Darmstadt *1697 > Hessen-darmstädtisches Infanterieregiment (1692/2)
- Oberrheinisches Kreis-Infanterieregiment No. 3 (1702) - Assia-Weilburg - 1719 Nassau-Weilburg - 1750 Nassau-Weilburg - 1788 Solms - 1794?†

## Reggimenti esistenti a breve termine

### Fanteria
- Oberrheinisches Kreis-Infanterieregiment (1599) - Solms *1599†
- Oberrheinisches Kreis-Infanterieregiment (1664/2) - Solms *1664†
- Oberrheinisches Kreis-Infanterieregiment (1664/3) - Nassau *1664†
- Oberrheinisches Kreis-Infanterieregiment (1673/2) - Solms *1679?†
- Oberrheinisches Kreis-Infanterieregiment (1673/3) - Nassau *1679?†
- Oberrheinisches Kreis-Infanterieregiment (1689) - Wittgenstein (Fulda?) *1689†
- Oberrheinisches Kreis-Infanterieregiment (1696) - Hennemann *1697†
- Oberrheinisches Kreis-Infanterieregiment (1764) - Assia-Kassel *1764 - 1789† > Hessen-kasselsches Infanterieregiment (1763/1)

### Cavalleria
- Oberrheinisches Kreis-Kavallerieregiment (1664/1) - Nassau *1664†
- Oberrheinisches Kreis-Kavallerieregiment (1673/1) - ? *1673 - 1679?†
- Oberrheinisches Kreis-Kavallerieregiment (1685/1) - Rau *1685 - 1685 Spiegel - 1686 Nassau-Weilburg - 1713 Cloess (Kurpfalz) - 1754 Kurpfalz - †1770